# Cantó de Concarneau
El cantó de Concarneau (bretó Kanton Konk-Kerne) és una divisió administrativa francesa situat al departament de Finisterre a la regió de Bretanya.

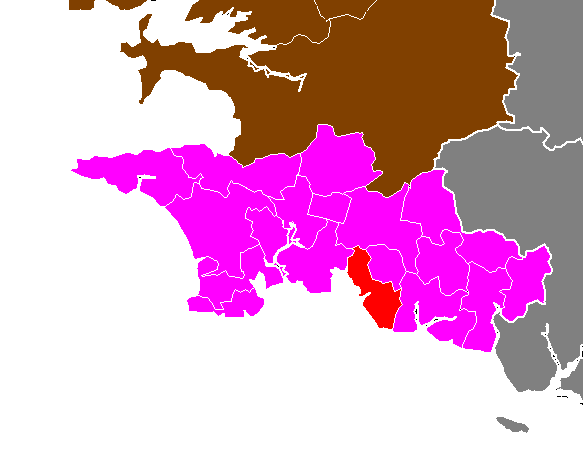
Situació del cantó

## Composició
El cantó aplega 2 comunes :
| Nom bretó  | Nom francès | Nom gal·ló |
| Konk-Kerne | Concarneau  | ---        |
| Tregon     | Trégunc     | ---        |

## Història
| Data d'elecció                           | Identitat         | Partit | Qualitat |
| ---------------------------------------- | ----------------- | ------ | -------- |
| 2004-                                    | Jean-Paul Le Roux | PS     |          |
| les dades anteriors no són pas conegudes |                   |        |          |
|                                          |                   |        |          |